# Les Anses-d'Arlet
Les Anses-d'Arlet é uma comuna francesa no departamento ultramarino da Martinica. Estende-se por uma área de 25.92 km², e possui 3.541 habitantes, segundo o censo de 2018, com uma densidade de 140 hab/km².